# 미나미칸토
미나미칸토 지방(일본어: 南関東地方)이란 간토 지방을 남북으로 구분했을 때, 남쪽을 가리킨다. 주로 도네강 이남의 도쿄도·가나가와현·지바현·사이타마현의 1도 3현을 가리키지만, 특정한 경우에는 이와 다른 범위를 지칭할 때도 있다. 대의어는 기타칸토 지방이다. 중심은 도쿄 도 구 지역으로, 세계 최대 규모의 대도시권을 형성하고 있다.

## 범위
미나미칸토 지방은 여러 가지 명칭을 가지고 있어, 각각의 목적이나 용도에 따라 나눌 수 있다.

### 행정
- 1도 3현 (도쿄도·가나가와현·지바현·사이타마현)

2006년 7월 1일을 기준으로 도쿄 도의 구 지역의 인구가 852만 명에 도 전체는 1263만 명, 가나가와 현이 883만 명, 사이타마 현이 707만 명, 지바 현이 607만 명으로 총 3460만 여명이다. 이 주변의 현의 인구가 300만명대 이하인 점을 감안하면, 눈에 띄게 많은 인구이다.
행정에서는 이들 1도 3현이 인구 밀집으로 인한 여러 가지 문제를 해결하기 위해서나, 정책적 과제를 수행하기 위해 일괄적으로 미나미칸토라고 칭하고 있다. 경제에서는 이 1도 3현을 ‘수도권’이라고 칭하므로, 행정상에서도 수도권이라고 하는 경우는 있지만 법률상의 수도권의 범위와는 다르다.
- 중의원 선거에서의 미나미칸토 (가나가와현·지바현·야마나시현)

간토 지방의 밀집된 인구는 일본 인구의 3분의 1에 달하므로, 선거에서의 비례구에서는 분할되어 있다. 도쿄도의 구 지역과 다마 지방, 이즈·오가사와라 제도 전역을 묶어 도쿄 도 지역으로 정한다. 수도권의 나머지 현은 도쿄 이북이 기타칸토 구역, 도쿄 이남이 야마나시현을 비롯한 미나미칸토 구역으로 되어 있다. 지형적인 이유로 구분한 것이 아니라 명목상 기타칸토·도쿄·미나미칸토로 나눌 수 있다.

### 방위
- 도쿄 도 이남 (도쿄도·가나가와현·지바현)

도쿄 도 남쪽의 1도 2현.
- 도쿄 대도시권 이남 (도쿄도·가나가와현·지바현·사이타마현)

도쿄 대도시권 남쪽의 1도 3현. 이바라키현의 남서부 지역은 도쿄 대도시권의 일부지만, 이바라기 현 전체로 볼 때는 면적이 3분의 1이기 때문에 제외한다.

### 경제
- 도쿄권 (도쿄 도심으로부터 동심원상의 70킬로미터 이내의 지역)

도쿄의 도심으로 통근·통학하는 인구를 기준으로 할 때, 경제적인 연관이 깊은 지역을 도쿄권이라고 한다. 도쿄의 도시권은 종전 이후 확대되는 경향으로, 시기에 따라 범위는 다르지만 2000년의 인구 조사를 기준으로 할 때 도쿄 도심으로부터 70킬로미터 이내의 지역을 가리킨다. 이때 중심점으로는 신주쿠구로 이전하기 전의 구 도쿄 도청사(도쿄도 지요다구)를 가리킨다.
오사카권이나 나고야권도 비슷한 거리권을 설정하고 있으며, 중심점은 각 시의 시청이 된다. 이 두 권역은 50킬로미터 이내를 범위로 하므로, 이와 비교할 때는 도쿄 50킬로미터 이내의 범위를 가리킬 때도 있다. 도쿄권은 간토 지방의 남부를 가리키므로, 미나미칸토라고 지칭하기도 한다.
1988년에 제정된 〈다극분산형국토형성촉진법〉에서는 ‘도쿄도, 사이타마현, 지바현, 가나가와현 및 이바라키현의 구역 중, 도쿄 도의 구지역과 이와 사회·경제적으로 일체에 있는, 정령으로 정하는 광역’이라고 규정하고 있다.
- 3대도시권 킬로미터권 인구 - 도쿄 70킬로미터권 인구 : 3439만 4178명 (2000년)
- 도쿄권의 인구 추이 (1885년부터 2000년까지)

- 도쿄 대도시권 (도쿄 특별구의 10퍼센트 통근권)

도쿄 구지역(구 도쿄시)로 통근하는 인구를 기준으로 하는 도시 고용권. 간토 지방의 남부에 해당하므로, 도쿄 대도시권을 미나미칸토라고 부르기도 한다. 도시권이므로 도현단위가 아닌 시구정촌 단위.
- 대도시 고용권 지도 (1995년)
- 대도시 고용권 인구 - 도쿄 대도시권 : 3172만 9844명 (2000년)

- 간토 대도시권 (도쿄 구 지역과 근교 정령시의 1.5퍼센트 통근·통학권)

간토 대도시권이란 도쿄도의 구 지역과 정령지정도시인 요코하마시 및 가와사키시(가나가와현), 지바시(지바현), 사이타마시(사이타마현)를 중심 자치단체로 하는, 1.5퍼센트 통근·통학권을 기준으로 한 시정촌 단위의 복합도시권을 말한다. 사이타마시가 정령지정도시로 지정되기 전에는, 총무성에서 게이힌요 대도시권(京浜葉大都市圏)이라고 불렀다. 간토 지방의 남부에 해당하므로, 간토 대도시권(게이힌요 대도시권)을 가리켜 미나미칸토라고도 한다.
- 7대도시권과 5대도시권의 통계
  - 간토 대도시권 : 4,330만 3,058 명 (2018년)
  - 게이힌요 대도시권 : 3449만 3466명 (2000년)

## 같이 보기
- 태평양 벨트
- 기타칸토
- 광역 간토권